# Diosaccidae
Diosaccidae är en familj av kräftdjur. Diosaccidae ingår i ordningen Harpacticoida, klassen Maxillopoda, fylumet leddjur och riket djur. Enligt Catalogue of Life omfattar familjen Diosaccidae 315 arter. 

## Dottertaxa till Diosaccidae, i alfabetisk ordning[1]
- Actopsyllus
- Amphiascoides
- Amphiascopsis
- Amphiascus
- Antiboreodiosaccus
- Balucopsylla
- Bulbamphiascus
- Cladorostrata
- Dactylopodamphiascopsis
- Diosaccopsis
- Diosaccus
- Eoschizopera
- Haloschizopera
- Helmutkunzia
- Ialysus
- Melima
- Metamphiascopsis
- Miscegenus
- Paramphiascella
- Paramphiascopsis
- Pararobertsonia
- Parialysus
- Protopsammotopa
- Psammotopa
- Pseudamphiascopsis
- Pseudodiosaccopsis
- Pseudostenhelia
- Rhyncholagena
- Robertgurneya
- Robertsonia
- Schizopera
- Schizoperoides
- Stenhelia
- Teissierella
- Typhlamphiascus